# Hecatera ranunculina
Hecatera ranunculina là một loài bướm đêm trong họ Noctuidae.